# Traverse (Zeitschrift)
Traverse – Zeitschrift für Geschichte – Revue d’histoire ist eine zweisprachige Wissenschaftszeitschrift. Sie wird von den Herausgebern als «Forum der Geschichtsforschenden in der Schweiz mit einem Horizont, der sowohl über Landes- und enge Fachgrenzen hinaus reicht» verstanden.
Das Periodikum wird vom Chronos Verlag, Zürich verlegt. Jedes Heft ist einem einzelnen Schwerpunktthema gewidmet.
Die erste Ausgabe erschien im Jahr 1994. Die Hauptsprachen sind Deutsch und Französisch, im Einzelfall werden auch Artikel in italienischer oder englischer Sprache publiziert. Jeder Beitrag eines Schwerpunktthemas wird von einer Inhaltsangabe in einer anderen der Schweizer Landessprachen ergänzt.
Jedes Heft enthält Buchbesprechungen zum aktuellen Thema.

## Pressestimmen
«Die anfangs noch von Optimismus getränkten Aktivitäten der St. Galler Arbeitsgruppe beleuchtet ein Aufsatz von Matthias Kuster in der «Traverse», der pfiffigen Schweizer Zeitschrift für Geschichte, die in ihrer neusten Ausgabe die Geschichte des Freiheitsentzugs unter die Lupe nimmt.»